# Eric Bana
Eric Bana (* 9. srpna 1968 Melbourne, Victoria), rodným jménem Eric Banadinović, je australský herec. Pochází ze dvou dětí původem chorvatského ředitele logistiky australské pobočky firmy Caterpillar Ivana a jeho německé manželky Eleanor. Vyrostl na melbournském předměstí Tullamarine.
Mezi jeho další známé role patří filmy jako Černý jestřáb sestřelen, Troja, Mnichov, Star Trek či Hulk.

## Filmografie

### Film
| Rok  | Název                      | Role                                 | Poznámky |
| ---- | -------------------------- | ------------------------------------ | -------- |
| 1997 | Můj dům, můj hrad          | Con Petropoulous                     |          |
| 2000 | Drsňák Chopper             | Mark Read                            |          |
| 2001 | Černý jestřáb sestřelen    | Norm "Hoot" Gibson                   |          |
| 2002 | Nugget                     | Lotto                                |          |
| 2003 | Hledá se Nemo              | Kotva (hlas)                         |          |
| 2003 | Hulk                       | Bruce Krenzler / Bruce Banner / Hulk |          |
| 2004 | Troja                      | Hektór                               |          |
| 2005 | Mnichov                    | Avner Kaufman                        |          |
| 2007 | Štěstí ve hře              | Huck Cheever                         |          |
| 2007 | Romulus, můj otec          | Romulus                              |          |
| 2008 | Králova přízeň             | Jindřich VIII. Tudor                 |          |
| 2009 | Mary a Max                 | Damian Popodopoulos (hlas)           |          |
| 2009 | Star Trek                  | kapitán Nero                         |          |
| 2009 | Zakletý v čase             | Henry DeTamble                       |          |
| 2009 | Komici                     | Clarke                               |          |
| 2011 | Hanna                      | Erik Heller                          |          |
| 2012 | Chladnokrevný              | Addison                              |          |
| 2013 | Uzavřený kruh              | Martin Rose                          |          |
| 2013 | Lone Survivor              | Erik S. Kristensen                   |          |
| 2014 | Chraň nás od zlého         | Ralph Sarchie                        |          |
| 2016 | Zvláštní korespondenti     | Frank Bonneville                     |          |
| 2016 | Tajný deník                | William Grene                        |          |
| 2016 | Do posledního dechu        | Daniel Cluff                         |          |
| 2017 | Král Artuš: Legenda o meči | Uther Pendragon                      |          |
| 2020 | Sucho                      | Aaron Falk                           |          |
| 2021 | Zpátky do divočiny         | Chaz Hunt (hlas)                     |          |
| 2022 | Rychlá rota                | Monterey Jack (hlas)                 |          |